# Wappen Guernseys
Das Wappen Guernseys ist ein roter Schild mit drei goldenen englischen blaugezungten und -bewehrten Leoparden, der von einem kleinen Blätterzweig überragt wird. 
Heraldisch werden die löwenartigen Tiere nicht als Löwen, sondern als Leoparden angesprochen, da sie entgegen der Regel den Betrachter ansehen.
Das Wappen Guernseys ist denen der Normandie, Jerseys und Englands sehr ähnlich.